# Leamington (Ontario)
Leamington ist eine im Essex County gelegene Stadt in der kanadischen Provinz Ontario mit 32.991 Einwohnern (2016).

## Geographie
Leamington liegt am Nordostufer des Eriesees. Die Städte Chatham-Kent und Detroit in den USA befinden sich 45 Kilometer entfernt im Nordosten bzw. 55 Kilometer entfernt im Nordwesten. Windsor, der County Seat des Essex-Countys liegt in einer Entfernung von 45 Kilometern im Nordwesten. In Leamington mündet der Ontario Highway 77 in den Ontario Highway 3. Der Point Pelee National Park bildet die Spitze der im Süden der Stadt in den Eriesee ragenden Landzunge.

## Geschichte
Im 17. Jahrhundert kamen französische Siedler und Missionare in die Gegend. Aufgrund des milden Klimas und der verkehrsgünstigen Lage ließen sich weitere Siedler aus England nieder. 1854 wurde ein Postamt und 1860 eine regelmäßige Postkutschen-Verbindung nach Windsor eingerichtet. 1887 erreichte eine Eisenbahnlinie den Ort. Zunächst nannte sich die Station und das Postamt Gainesborough. Da dieser Name jedoch schon für einen anderen Ort existierte, wurde die Stadt nach Leamington Spa in England in Leamington umbenannt. Die offizielle Stadtgründung erfolgte im Jahr 1890. Nachdem fruchtbares Marschland entwässert wurde, entwickelte sich der Ort bis heute zu einem Zentrum für den Gemüseanbau. Leamington beherbergt eine der größten Konzentration an Gewächshäusern in Nordamerika. Gurken, Tomaten, Paprika und Blumen bilden die Mehrheit der Gewächshauskulturen. Die Produkte werden für den Frischmarkt sowie die Weiterverarbeitung erzeugt. Wegen der beträchtlichen Menge an geernteten Tomaten nennt sich der Ort Tomato Capital of Canada (Tomatenhauptstadt Kanadas) und veranstaltet jährlich ein Tomato Festival. In den Gewächshäusern werden viele Wanderarbeiter aus Mittelamerika und der Karibik beschäftigt. Im Jahr 1908 eröffnete die H. J. Heinz Company eine Fabrik zur Erzeugung von Produkten aus Tomaten, die bis 2014 in Betrieb war. Ein Nachfolgeunternehmen übernahm die Anlagen und produziert weiterhin Tomatensaft und Konserven.
Küstenstädte an den Großen Seen werden zuweilen von Tornados heimgesucht. So traf im Juni 2010 ein auf der Fujita-Skala mit F1 ausgewiesener Tornado Leamington. Der Sturm zerstörte Stromleitungen, beschädigte in erheblichem Maße Häuser und Autos und entwurzelte zweihundert Jahre alte Bäume. Personenschäden waren nicht zu beklagen.
Seit seiner Gründung im Jahr 2013 hat der kanadische Medizinalhanf-Produzent Aphria seinen Sitz in Leamington. Das börsennotierte Unternehmen zählt zu den größten Herstellern von Cannabis-Produkten für medizinische Anwendungen weltweit.

Aufgrund der Naturschönheiten des Point Pelee National Parks gewinnt der Tourismus zunehmend an Bedeutung, wobei die Beobachtung seltener Vogelarten im Mittelpunkt steht.

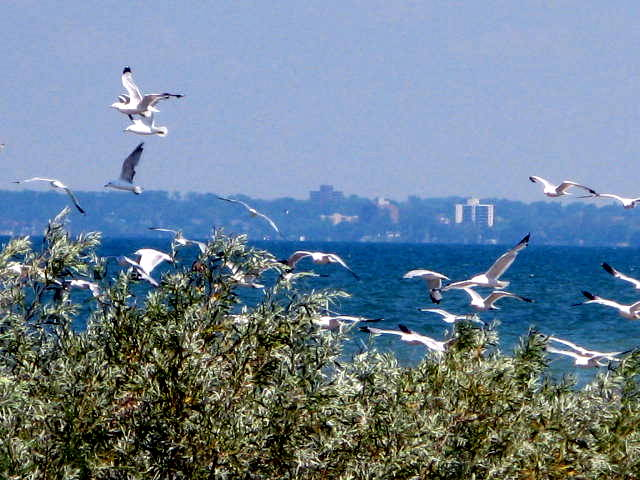
Blick auf Leamington vom Point Pelee National Park
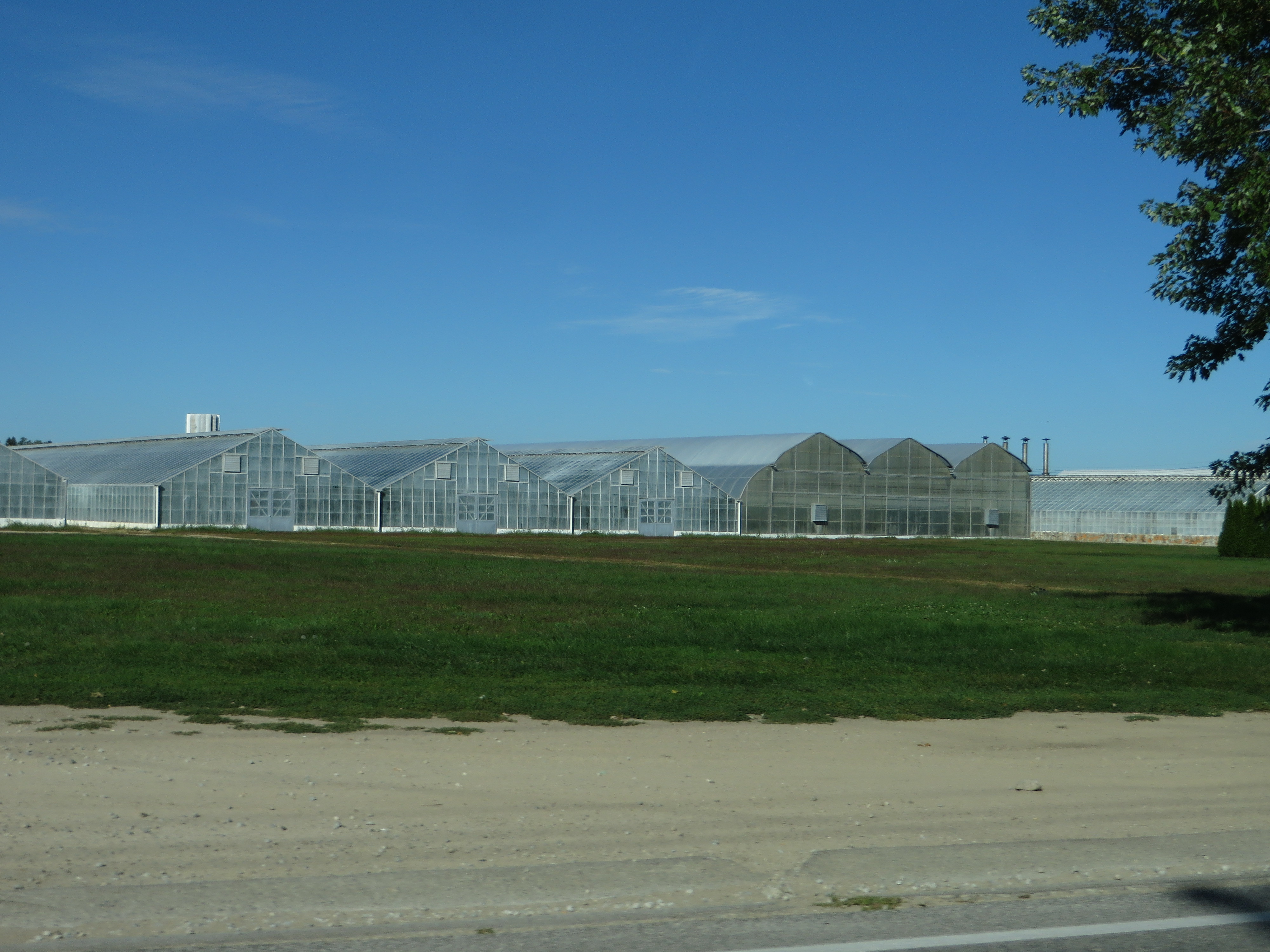
Blick auf Gewächshäuser
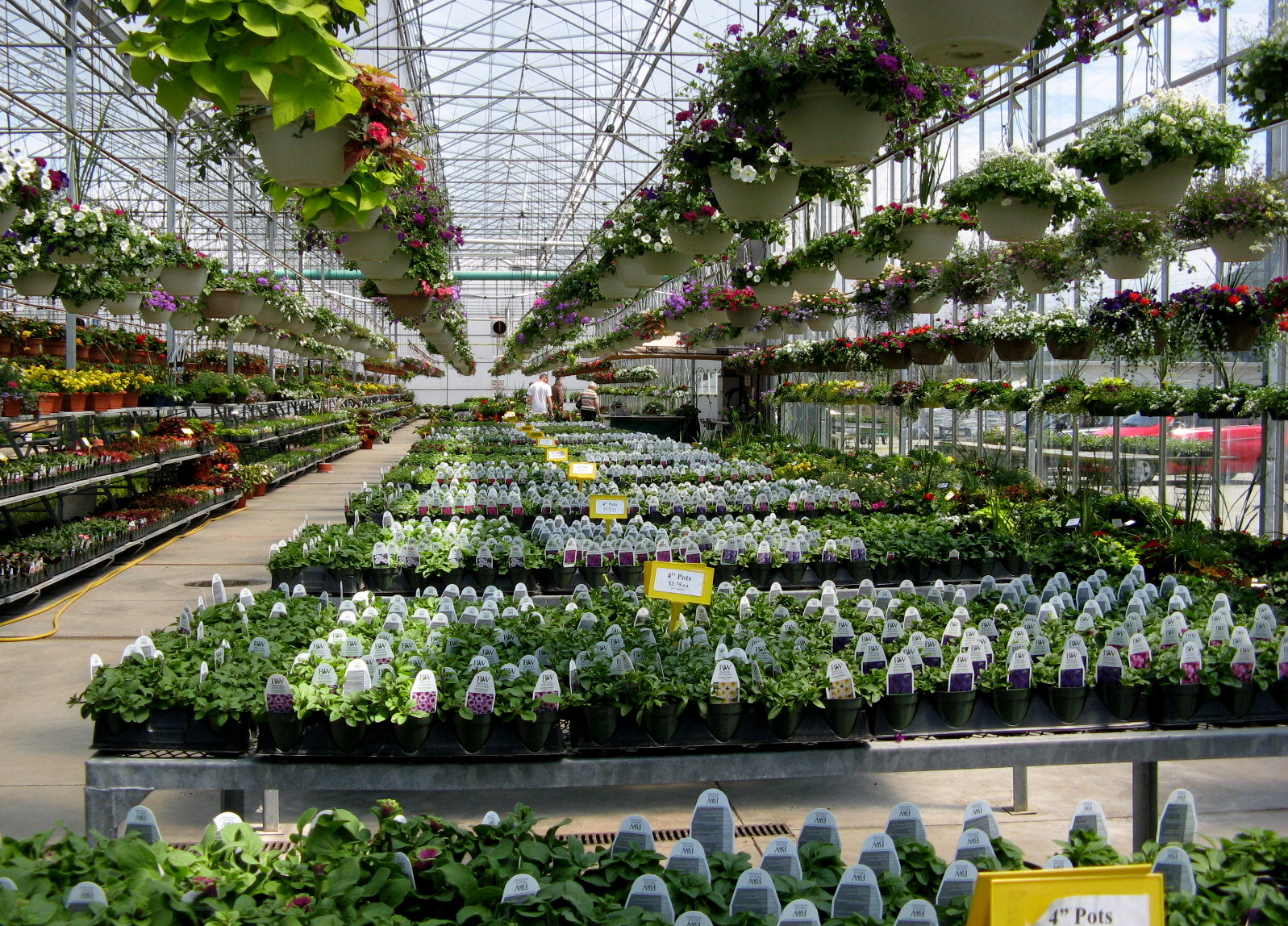
Innenansicht eines Gewächshauses
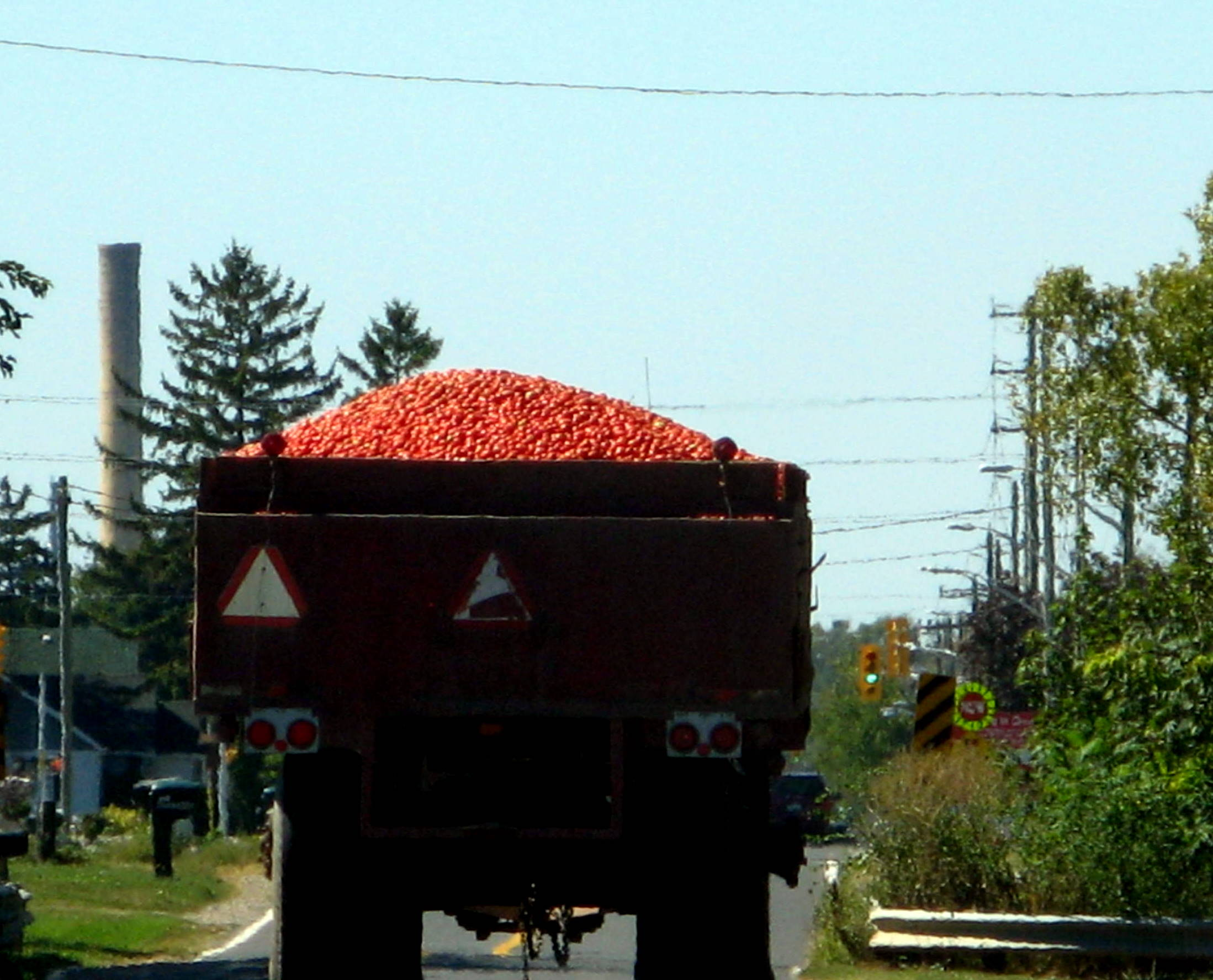
LKW-Transport von Tomaten
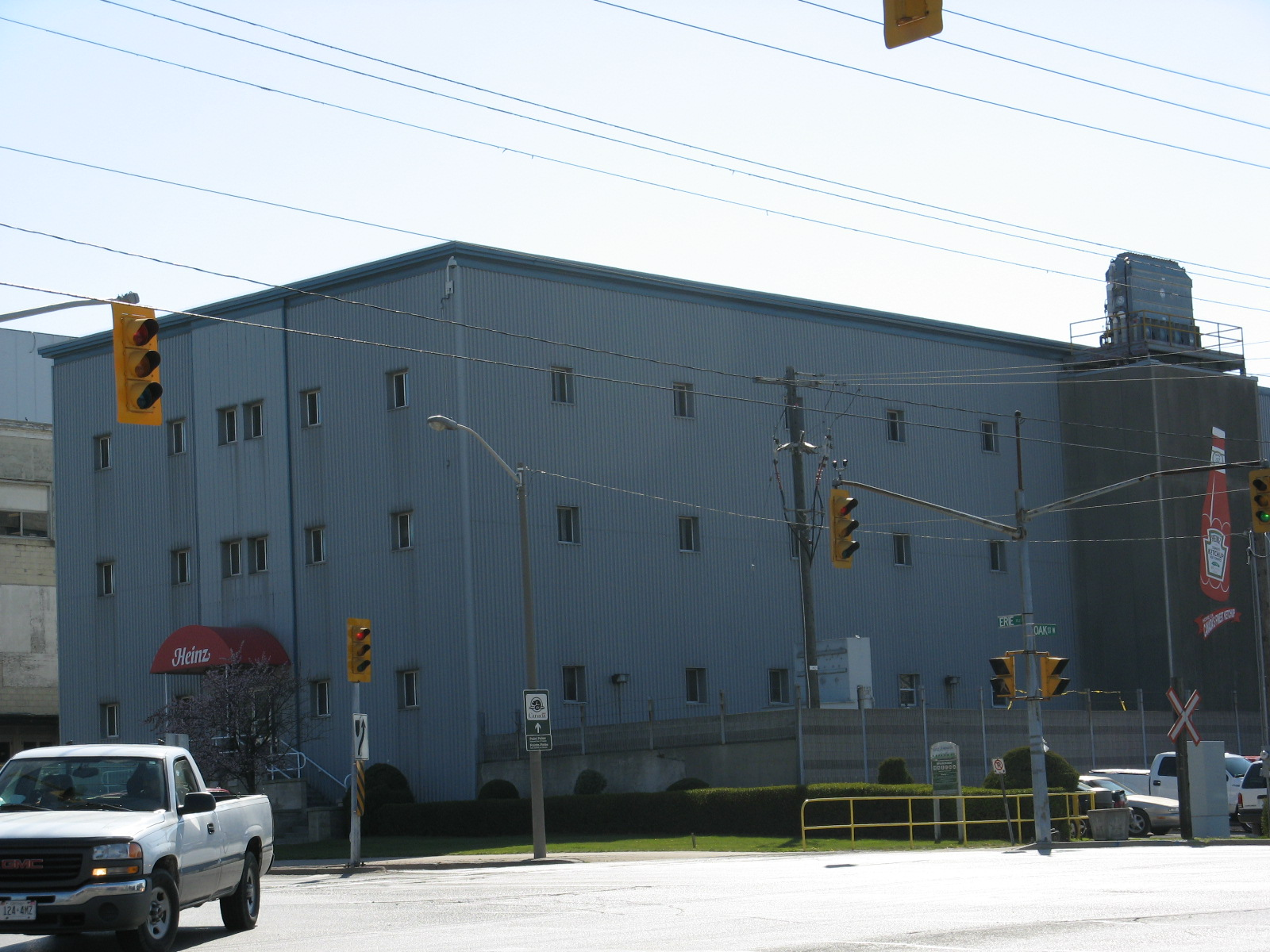
Heinz Tomaten-Fabrik

## Söhne und Töchter der Stadt
- Kris Manery (* 1954), Eishockeyspieler
- Randy Manery (* 1949), Eishockeyspieler
- Walter McLean (* 1936), Politiker
- Pat Ribble (* 1954), Eishockeyspieler
- Nino Ricci (* 1959), Schriftsteller
- Lynsay Sands, Autorin
- Patricia Snell (1927–2021), Opernsängerin
- Billy Raffoul (* 1994), Sänger
- Stephen Eustáquio (* 1996), kanadischer und portugiesischer Fußballnationalspieler